# پتری، کوئینزلند
پتری (به انگلیسی: Petrie) یک حومه شهر در استرالیا است که در کوئینزلند واقع شده‌است.